# Stepokur písečný
Stepokur písečný (Pterocles orientalis) je druh baculatého ptáka z řádu stepokurů, který se vyskytuje v Palearktické oblasti od Pyrenejského poloostrova přes severní Afriku a střední Asii až na severovýchod Indie. Typickým rozpoznávacím znakem druhu je černé břicho a bílý spodek ocasu.

## Systematika
Formální popis druhu vyšel již v 10. vydání Systema Naturae švédského přírodovědce Carla Linného v roce 1758. Linné druh zařadil do rodu Tetra, a pojmenoval jej jako Tetra orientalis. Moderní taxonomie druh zařazuje do poměrně početného rodu Pterocles, který vytyčil v roce 1815 nizozemský přírodovědec Coenraad Jacob Temminck. Druhové jméno orientalis pochází z latiny, ve které znamená „východní“. Rozeznávají se dva poddruhy:
- P. o. orientalis (Linnaeus, 1758) – vyskytuje se na Kanárských ostrovech, Pyrenejském poloostrově a od Maroka po západní Írán;
- P. o. arenarius (Pallas, 1775) – areál rozšíření sahá od Kazachstánu po jižní Írán a Afghánistán a na východ po severozápadní Čínu.

Vybraná dobová vyobrazení
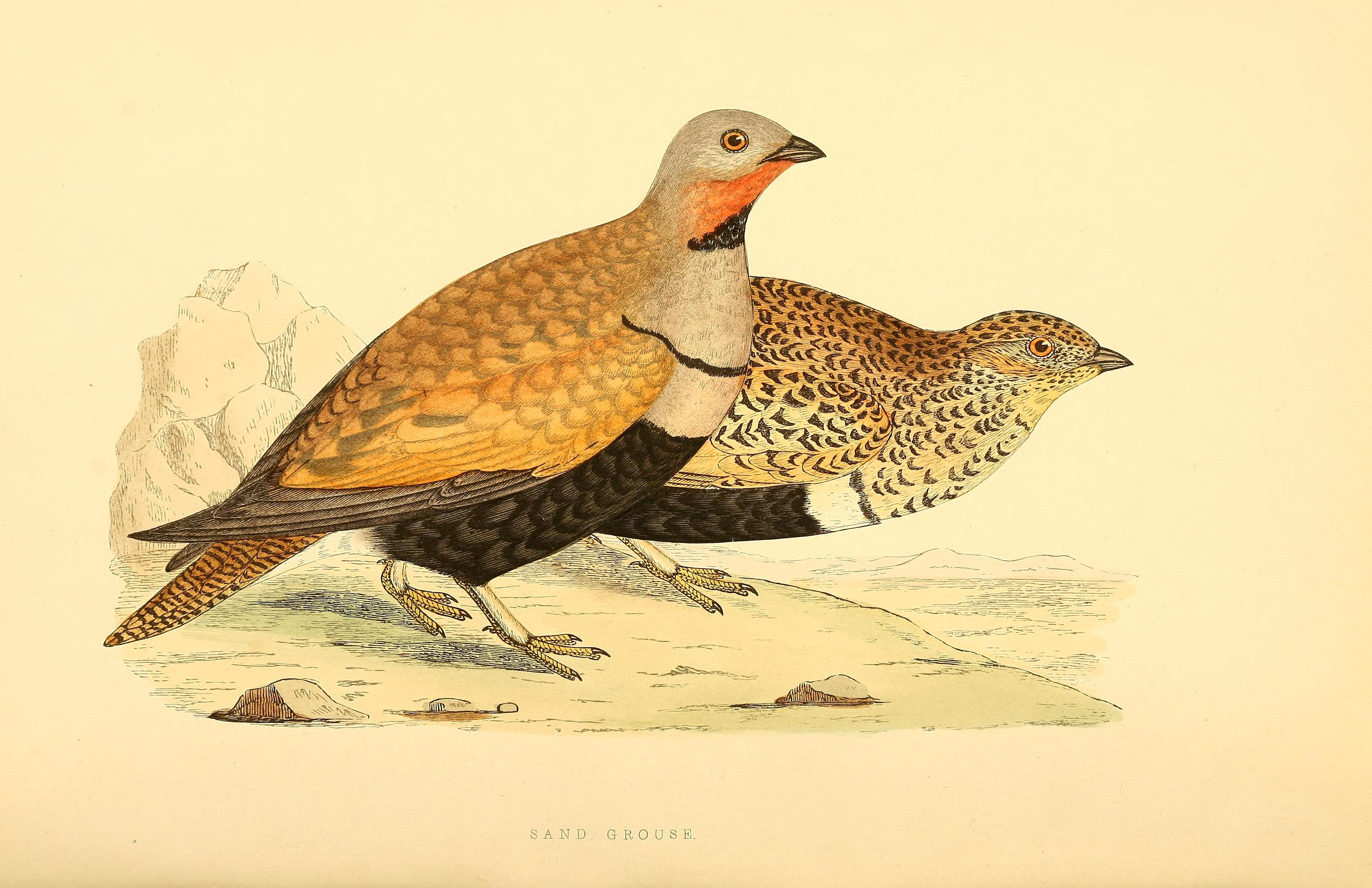
Samec (vlevo) a samice (1875)
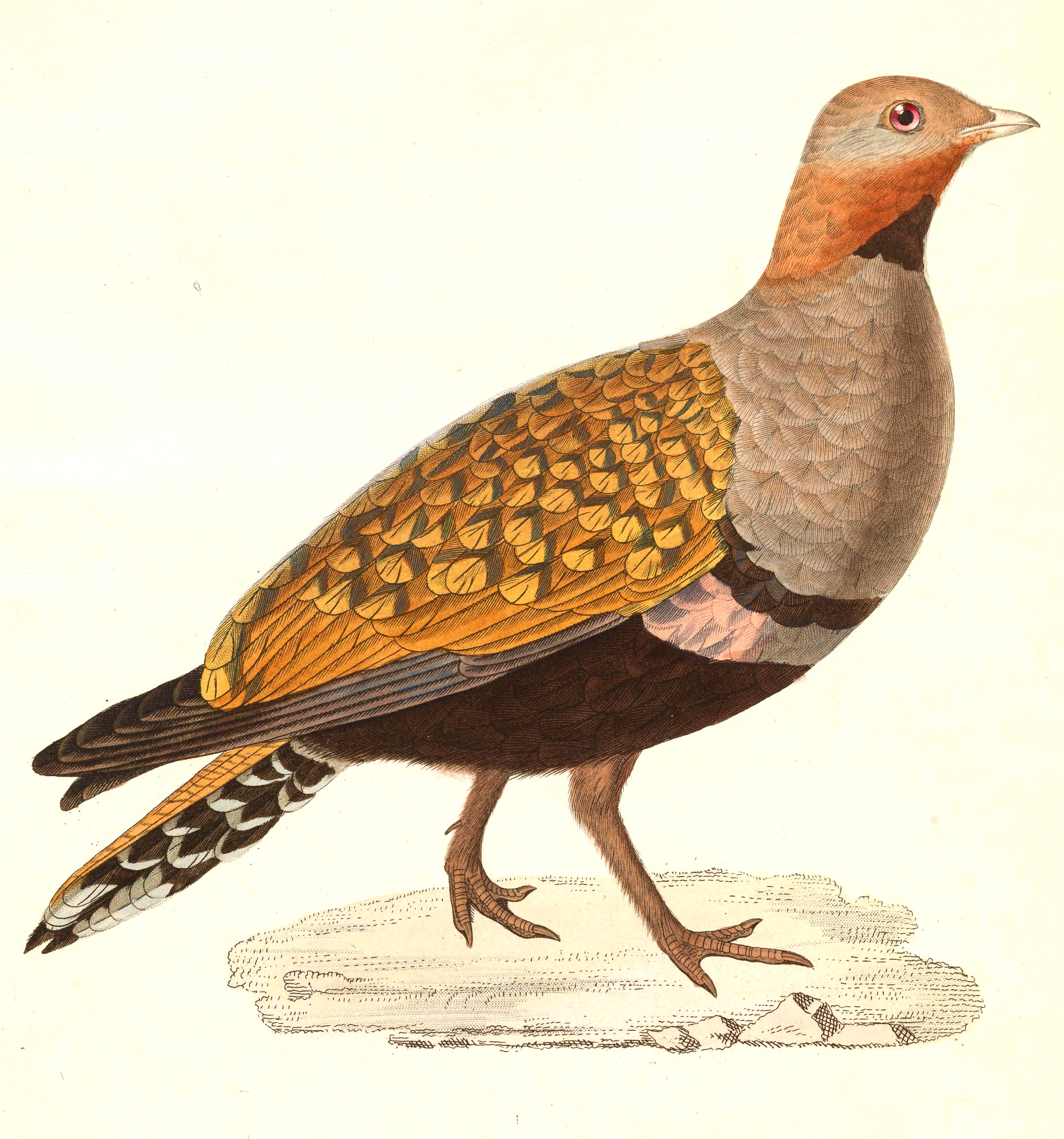
Samec (1838)
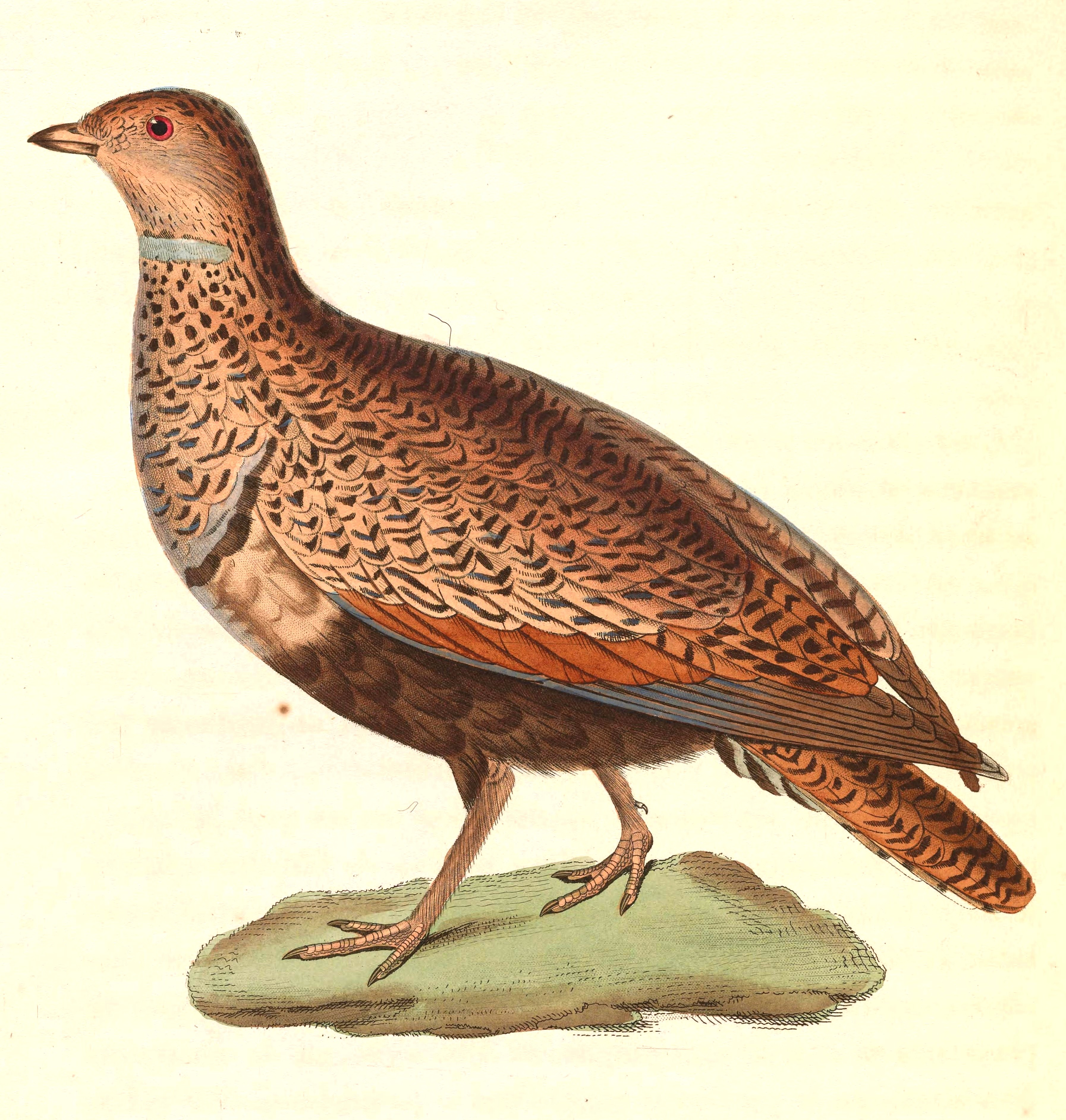
Samice (1838)

## Výskyt
Areál rozšíření druhu zahrnuje Pyrenejský poloostrov (Španělsko, Portugalsko), severozápadní Afriku (Maroko, Alžírsko, Tunisko, Libye) včetně Kanárských ostrovů a západní a střední Asii (Turecko, Sýrie, Irák, Izrael, Írán, Afghánistán, Pákistán, severozápadní Indie, Uzbekistán, Turkmenistán, jižní Kazachstán, východní Čína aj.). Stanoviště druhu tvoří trnité křoviny polopouští.
Orientačně se populace druhu v roce 2018 odhadovala na 138–255 tisíc dospělců, přičemž evropská populace utváří pouze kolem 15 % celkové populace.

## Popis

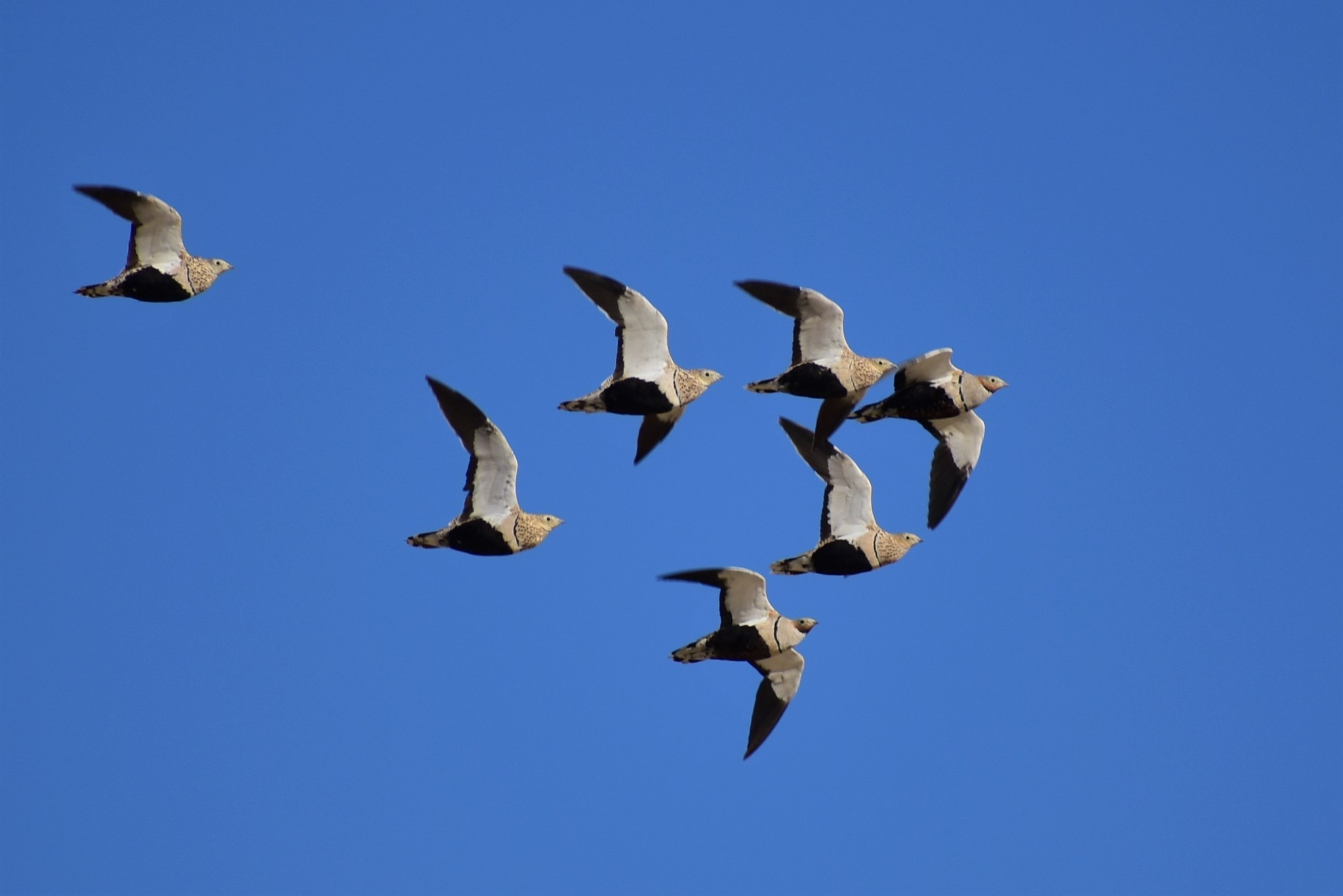
Hejno stepokurů písečných v letu

Jedná se o statného baculatého ptáka dorůstající délky těla kolem 33–35 cm. Břicho a boky jsou černé, spodní krovky ocasní a spodek ocasu bílý. Samec má hlavu, krk a přední části těla šedé. Spodní část hrdla objímá poloviční kaštanovočerný límec, spodní část hrudi obtahuje tenká černá linka. Od zadní části krku přes krovky až po kostřec je opeření okrově žluté s občasnou příměsí olivově černé. Spodní strana křídel je na letkách černá, krovky jsou světlé. Ocas je shora pruhovaný žlutě a černě. Samice má podobné vzory jako samec, avšak její zbarvení je jiné. Hlava a hruď samice jsou žlutohnědé s černohnědými skvrnkami. Celá svrchní část těla samice je jinak žlutě okrová s černými či tmavě hnědými skvrnkami. Duhovky obou pohlaví jsou hnědé s citrónově žlutými očními víčky, zobák je světlý až tmavý.

## Biologie

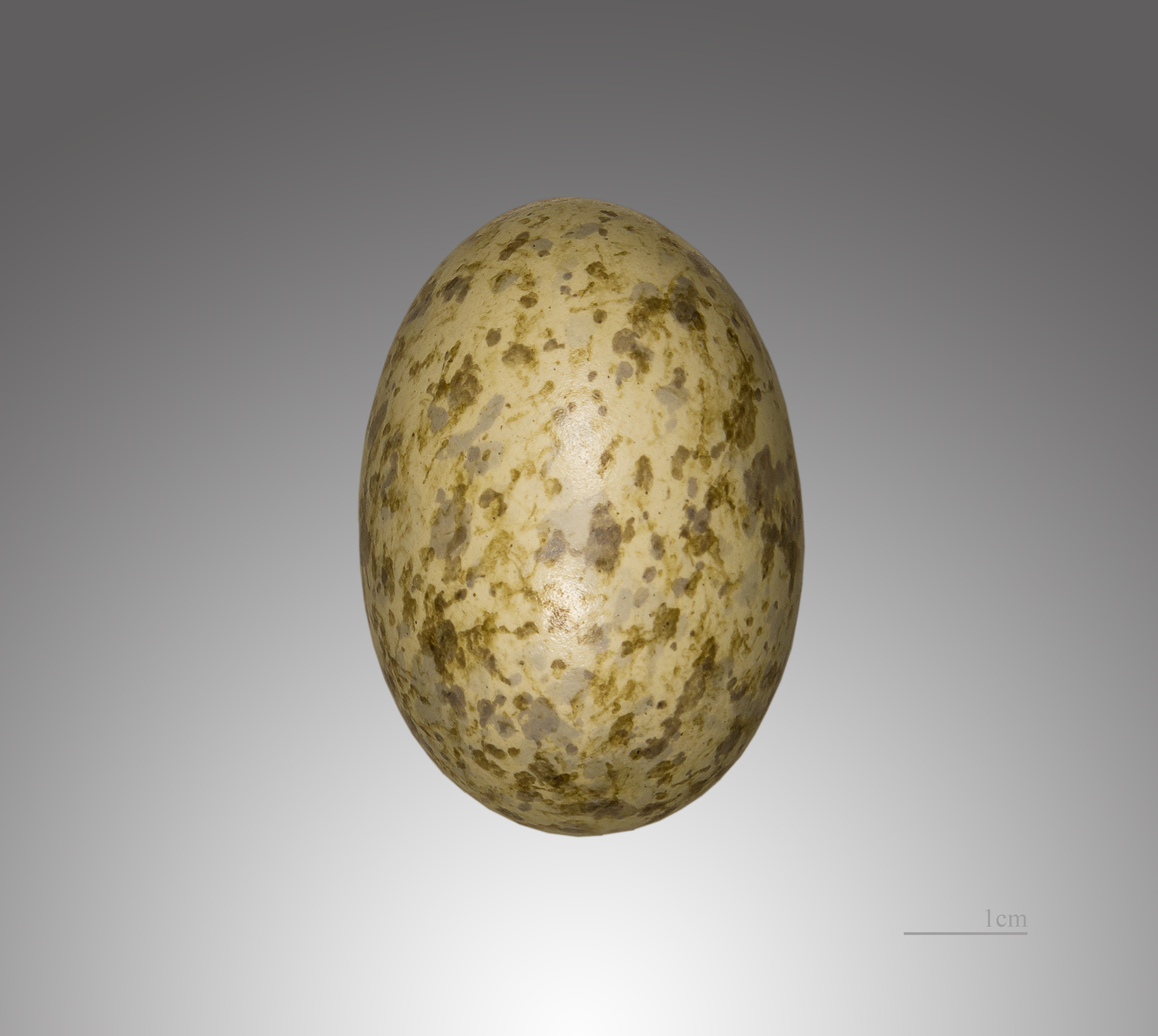
Vejce stepokura písečného

Zatímco iberské a severoafrické populace jsou stálé, středoasijské populace jsou částečně tažné a populace z oblasti Kazachstánu jsou převážně tažné. Stepokur písečný vydává tiché klokotavé čourr rer-rer. Běžně za úsvitu a soumraku podniká hodinové až dvouhodinové přelety k vodnímu zdroji. Živí se menšími semínky rostlin jako jsou zástupci bobovitých (Fabaceae), v moderních dobách pojídá i obilná zrna nebo pěstované luštěniny. Pozře nicméně i bobule, termity, brouky a jejich larvy.

### Hnízdění
K zahnízdění dochází mezi březnem a srpnem, přičemž konkrétní doba závisí na lokaci, resp. zeměpisné šířce. Např. na Kanárských ostrovech samice snáší již v dubnu, avšak v kontinentálním Španělsku až v červnu. Hnízdo představuje prostý nekrytý mělký důlek přímo na suché zemi. Samice typicky snáší 2–3 elipsovitá vejce. Bývají šedozelená až žlutohnědá s hnědými a šedými flíčky. Inkubují oba partneři po dobu 21–24 dnů (v Maroku bylo naměřeno 26 dnů) přičemž samec sedí na vejcích pouze asi hodinu před západem slunce a asi 4 hodiny po východu. O novorozeňata se starají oba rodiče, avšak pouze samec obstarává vodu. K prvnímu letu dochází ve věku kolem 1 měsíce, k pohlavní dospělosti dochází ve věku 1 roku.

## Ohrožení
Druh je považován za málo dotčený, nicméně jeho populace patrně klesá následkem zániku přirozeného prostředí a lovu. V Evropě je pokles populace značně rychlý, nicméně evropská populace tvoří jen malou část globální populace, a tak se má za to, že populační pokles není dostatečně strmý na to, aby byl druh klasifikován jako téměř ohrožený.